# Pilaria carbonipes holomelania
Pilaria carbonipes là một phân loài ruồi của loài Pilaria carbonipes trong họ Limoniidae. Chúng phân bố ở miền Ấn Độ - Mã Lai.